# Gros-Morne (Haïti)
Gros-Morne (Haïtiaans-Creools: Gwo Mòn) is een stad en gemeente in Haïti met 156.000 inwoners. De plaats ligt in bergachtig gebied, 26 km ten noordwesten van de stad Gonaïves. Het is de hoofdplaats van het gelijknamige arrondissement in het departement Artibonite.
Er wordt koffie, katoen en fruit verbouwd. Verder wordt er mangaan, bauxiet en koper gevonden.
In de buurt van Gros-Morne bevindt zich het Parc Forestier de Jean XXIII ("Bospark van Johannes XXIII"). Hier vinden projecten voor herbebossing plaats.
In 2004 heeft de plaats erg te lijden gehad onder orkaan Jeanne.
Op 24 oktober 2004, tijdens de gevechten die leidden tot het afzetten van president Aristide, is het politiekantoor van Gros-Morne ingenomen door rebellen.

## Bevolking
In 2009 had de gemeente 141.587 inwoners, in 2003 werden 96.083 inwoners geteld. Dit komt neer op een stijging van 6,7% per jaar.
Van de bevolking woont 22% in de dorpskernen en 78% in ruraal gebied. 50,2% van de bevolking is mannelijk. 45% van de bevolking is jonger dan 18 jaar.

## Indeling
De gemeente bestaat uit de volgende sections communales:
| Nr. | Naam              | Km²    | Inw.2015 |
| --- | ----------------- | ------ | -------- |
| 1   | Boucan Richard    | 28,58  | 7.961    |
| 2   | Rivière Mancelle  | 37,95  | 14.609   |
| 3   | Rivière Blanche   | 39,99  | 51.861   |
| 4   | L'Acul            | 37,64  | 17.774   |
| 5   | Pendu             | 30,66  | 6.634    |
| 6   | Savane Carrée     | 115,03 | 24.278   |
| 7   | Moulin            | 61,59  | 15.907   |
| 8   | Ravine Gros Morne | 45,59  | 16.668   |